# Рахманов, Александр Александрович
Александр Александрович Рахманов (бел. Аляксандр Аляксандравіч Рахманаў, 25 июля 1976, Витебская область) — заместитель государственного секретаря Совета безопасности Республики Беларусь (с 2019).

## Биография
Родился 25 июля 1976 года в Витебской области. В 1998 году окончил Белорусский государственный университет по специальности «Правоведение». С 1998 года работал в Витебске в отделе по борьбе с организованной преступностью. С 2000 по 2004 годы работал в прокуратуре Брестской области, был прокурором отдела, в 2004 году занял должность заместителя начальника управления Следственного комитета МВД по Брестской области.
С 2007 по 2012 годы работал в государственном секретариате Совета безопасности, где занимался нормативно-правовым обеспечением и участием в разработке нормативно-правовых актов, касающихся вопросов организации, обеспечения расследования дел, внесения изменений в Уголовный и Уголовно-процессуальный кодексы.
С 28 ноября 2011 года по 11 июня 2019 года являлся начальником управления Следственного комитета Республики Беларусь по Брестской области. 4 марта 2017 года А. А. Рахманову было присвоено специальное звание генерал-майора юстиции.
С 11 июня 2019 года является заместителем государственного секретаря Совета безопасности Республики Беларусь, курирует деятельность силового блока: подразделений Министерства внутренних дел, Следственного комитета, Генеральной прокуратуры, Министерства по чрезвычайным ситуациям.
18 декабря 2023 года Рахманов был внесён в санкционный список Европейского союза, направленный против лиц, причастных ко вторжению России в Украину. Через несколько дней после этого к этому пакету санкций присоединилась Швейцария, а в феврале 2024 года – Северная Македония, Черногория, Албания, Украина, Республика Молдова и Босния и Герцеговина, Исландия, Лихтенштейн и Норвегия.